# خلية وستن

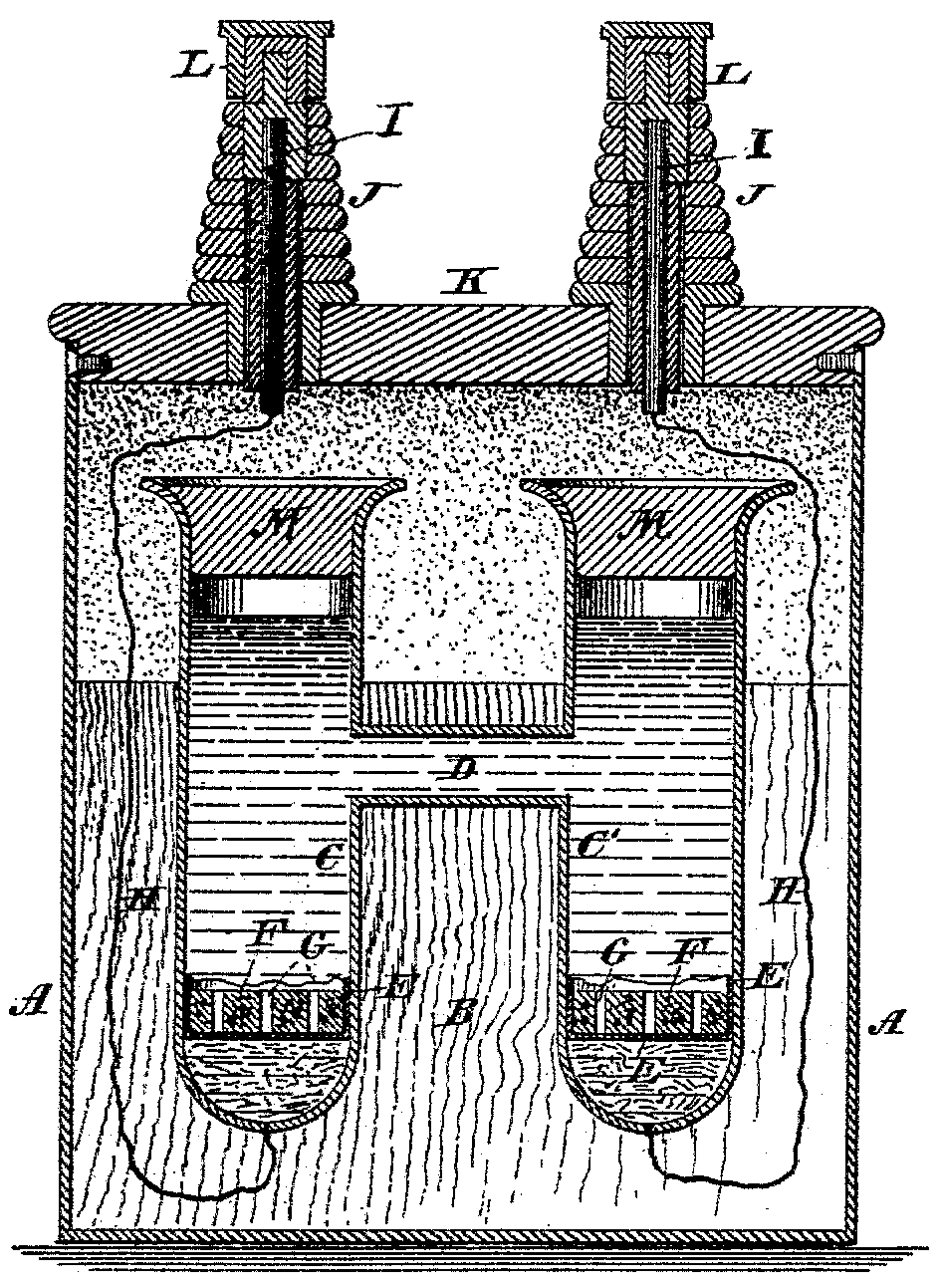
رسم من براءة اختراع إدوارد وستن الأمريكية رقم 494827 التي تصور الخلية القياسية.

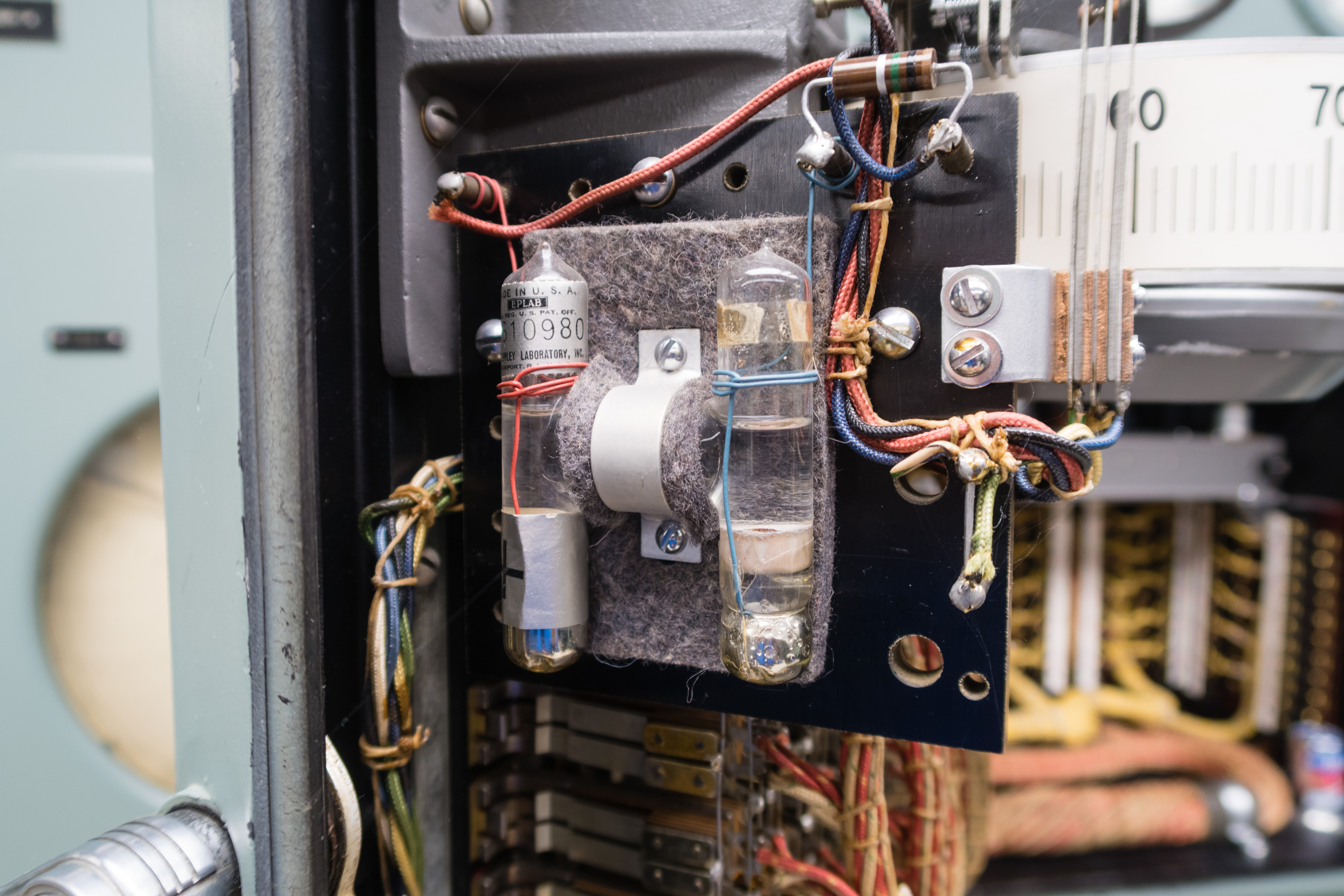
خلية وستن

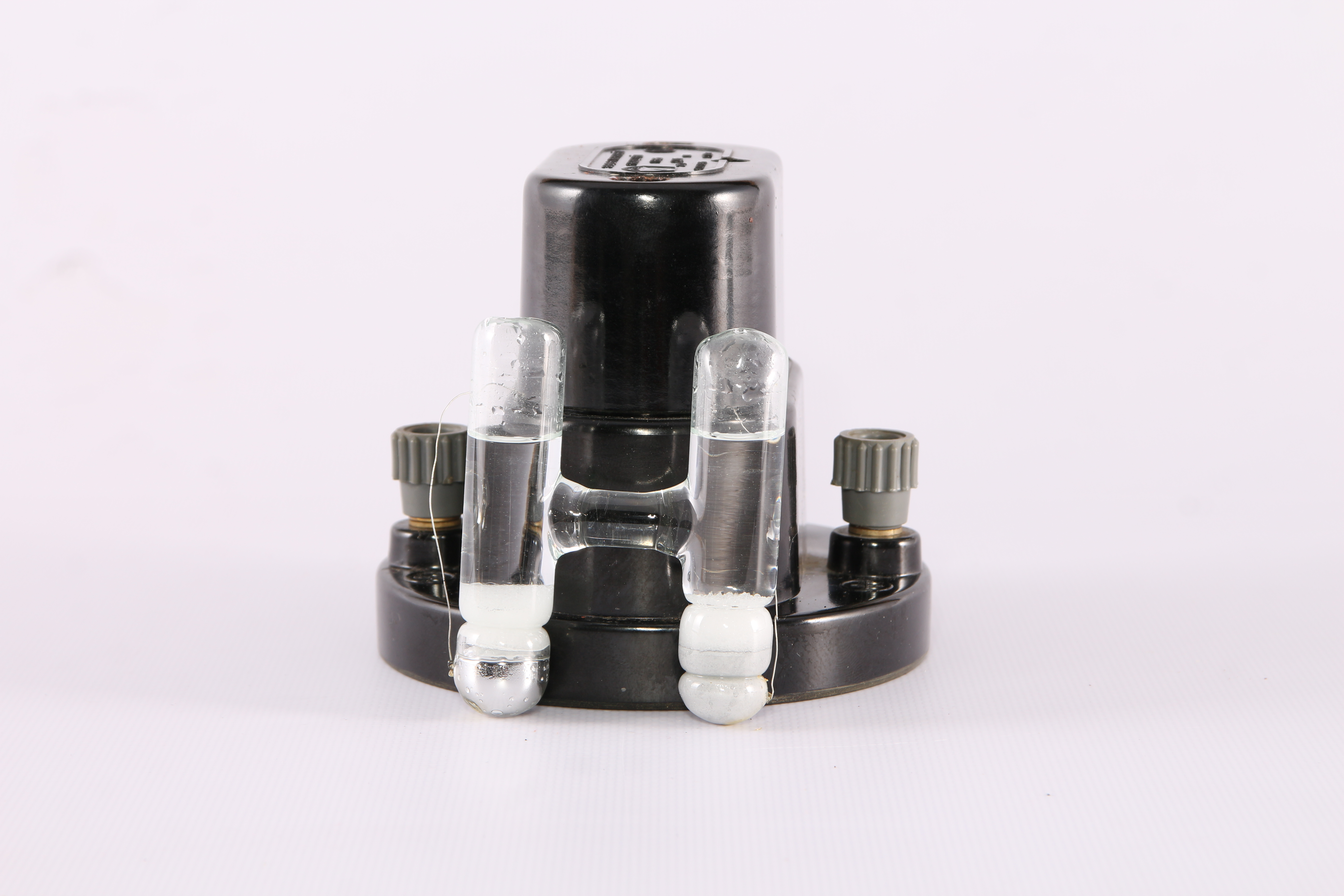
الخلية القياسية، صنع في اتحاد الجمهوريات الاشتراكية السوفياتية

خلية وٍسْتُن أو خلية وٍسْتُن القياسية هي خلية كهرلية معيارية تنتج جهدًا مستقرًا ومناسبًا كمعيار مختبري لمعايرة مقياس الجهد الكهربائي. اخترعها إدوارد ويستون في عام 1893، واعتمدت كمعيار دولي للمجالات الكهرومغناطيسية من عام 1911 حتى استبدلت بمعيار جوزيفسون للجهد في عام 1990.
تتألف من مصعد (أنود) من الكادميوم المكسو بطبقة بلورية سلفاته، ومن المهبط (كاثود) زئبقي مغمورين في محلول مشبع من سلفات الكادميوم.